# Catálogo de moda
Catálogo de Moda é a forma mais comum das empresas de moda divulgarem suas coleções, geralmente são feitos por agências de publicidade ou fotógrafos especializados em moda. Os catálogos são feitos geralmente em cinco etapas, primeiramente é definido o tema da campanha e o estilo das fotos, em seguida serão tiradas as fotos que podem ser em estudio ou em ambiente externo, podem também ser nomeadas como conceituais e técnicas, a próxima etapa é a edição das imagens, onde é feita por um profissional de design, são basicamente usados dois programas para a edição, o Photoshop e o Lightroom, em seguida as fotos são diagramadas no programa InDesign e enviadas em PDF para a gráfica, onde podem der impressos em diversos tamanhos e modelos dependendo da gráfica e da disponibilidade financeira de cada cliente.

## Ligações Externas
- Catálogos de Moda